# Ателета
Ателета (итал. Ateleta) је насеље у Италији у округу Л'Аквила, региону Абруцо.
Према процени из 2011. у насељу је живело 606 становника. Насеље се налази на надморској висини од 763 м.

## Становништво
Према резултатима пописа становништва 2011. у општини је живело 1.153 становника.
| 1931. | 1936. | 1951. | 1961. | 1971. | 1981. | 1991. | 2001. | 2011. |
| ----- | ----- | ----- | ----- | ----- | ----- | ----- | ----- | ----- |
| 2.482 | 2.509 | 2.550 | 2.422 | 1.818 | 1.513 | 1.371 | 1.232 | 1.153 |